# Ceraia madeirensis
Ceraia madeirensis är en insektsart som beskrevs av Rehn, J.A.G. 1917. Ceraia madeirensis ingår i släktet Ceraia och familjen vårtbitare. Inga underarter finns listade i Catalogue of Life.